# El Har Ihira
El Har Ihira (também escrito El Harihira) é uma vila na comuna de Sidi Slimane, no distrito de Mégarine, província de Ouargla, Argélia. A vila está localizada 7 quilômetros (4,3 milhas) ao sudoeste de Sidi Slimane e 15 quilômetros (9,3 milhas) ao norte de Touggourt.